# فرد إيفانز
فرد إيفانز (بالإنجليزية: Fred Evans) هو لاعب كرة قدم أمريكية أمريكي، ولد في 23 مايو 1921 في غراند رابيدز في الولايات المتحدة، وتوفي في 21 يونيو 2007 في كليفلاند في الولايات المتحدة.

## وصلات خارجية
- فرد إيفانز على موقع مرجع كرة القدم المحترفة.كوم (الإنجليزية)